# Stammberg (Tauberbischofsheim)

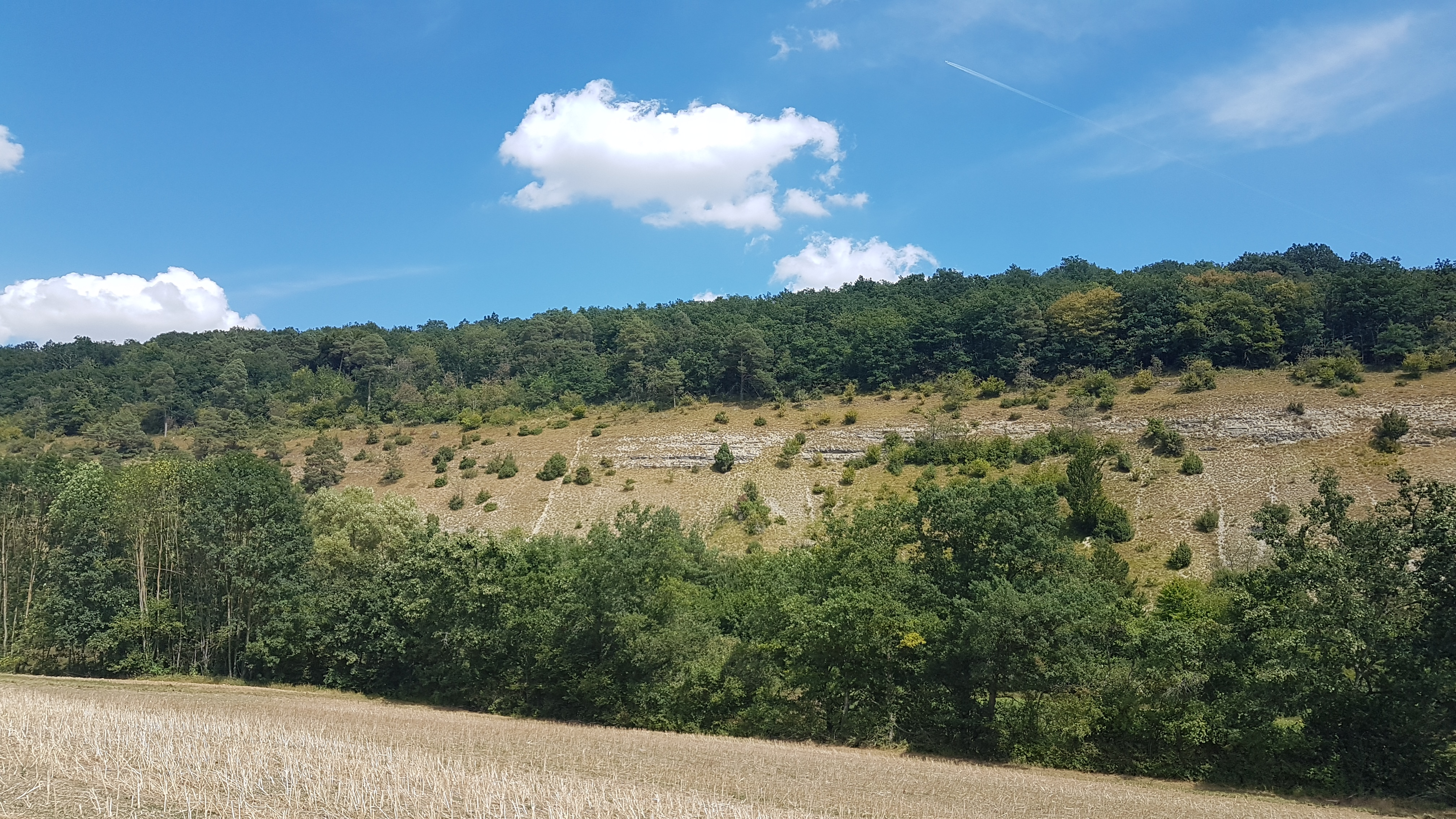
Blick vom Rinderbachtal bei Dienstadt auf den Stammberg, 2018

Der Stammberg ist ein 340 m ü. NHN hoher Berg über den linken Talhängen des Tauber-, des Brehmbach- und des Rinderbachtales bei Tauberbischofsheim im Main-Tauber-Kreis in Baden-Württemberg. Auf dem Stammberg ist ein Naturschutzgebiet gleichen Namens ausgewiesen, das mit seinem nordwestlichen Teil auch den Bannwald Stammberg umfasst.

## Geschichte
Bereits im Jahre 1841 war der Berg in der Topographischen Karte über das Großherzogtum Baden auf „Blatt 5 Bischofsheim“ (heute Tauberbischofsheim) als Stammberg mit Kapelle verzeichnet. Eine weitere Erwähnung als Stammberg folgte auf dem Messtischblatt Nr. 6323 Tauberbischofsheim von 1928.

## Kulturdenkmale am Stammberg
Am Fuße des Stammbergs beginnt der Tauberbischofsheimer Freilandkreuzweg mit sieben Stationen der „sieben Schmerzen Mariens“ hinauf zur Stammbergkapelle, auch Maria-Schmerz-Kapelle genannt. Die beiden Sakralbauten sowie weitere Bildstöcke am Wegrand stehen als Kulturdenkmale der Stadt Tauberbischofsheim unter Denkmalschutz.